# フィリップ・ハーパー (テナーホーン奏者)
フィリップ・ハーパー（Philip Harper）は、イギリスの作曲家、指揮者、テナーホーン奏者。

## 来歴
イングランド南部で育ち、7歳頃から地元のブラスバンドでテナーホーンを演奏し始める。1994年にブリストル大学を卒業し、その後作曲の修士号と教員養成課程（PGCE）を修了した。
イギリス青少年ブラスバンド（National Youth Brass Band of Great Britain）やサンライフ・バンド（Sun Life Band）の首席テナーホーン奏者を歴任した。
1996年から1998年まで、外国語青年招致事業の外国語指導助手（ALT）として来日し、埼玉県の中学校で働きながら、東京ブラスコンコードをはじめ日本各地のブラスバンドや吹奏楽団と共演した。この間に「Panoply」（鎧兜）で1997年の下谷賞佳作を受賞。
帰国後は指揮者としてのキャリアを開始し、2001年から2008年までフラワーズ・バンド（Flowers Band）の音楽監督を務め、2008年からはカーディフのトングウィンライス・バンド（Tongwynlais Temperance Band）の指揮者、2010年6月にはレイランド・バンド（Leyland Band）の首席指揮者に就任した。2012年からはコーリー・バンド（Cory Band）の音楽監督を務める。また、客演指揮者としてイギリス各地のブラスバンドを指揮している。

## 主要作品
- 1993年 Denis Wright Variations
- 1997年 Haunted House
- 1998年 Beneath the Willows
- 1998年 Sword, Jewel and Mirror
- 1999年 Horizons
- 1999年 Flowers Original
- 2000年 Elan
- 2000年 A Celebration of Youth
- 2001年 Concerto for 4 trombones
- 2002年 The Legend of Sangeet
- 2003年 A Celtic Promise
- 2004年 Queen Isobel's Prayer
- 2004年 A Gallimaufry Suite
- 2005年 Beyond the Tamar
- 2006年 Diamond Salute
- 2006年 A Gala Flourish
- 2006年 The Snow Carol
- 2006年 The Royal Game
- 2007年 Hebridean Lullaby
- 2007年 Lionheart
- 2007年 Magee's Patrol
- 2007年 Blue-Sleeve Step
- 2007年 Curtain Up!
- 2008年 Kingdom of Dragons
- 2009年 Willow Pattern
- 2009年 Constellations
- 2011年 Olympus
- 2012年 The Divine Right
- 2015年 The Mermaid of Zennor